# Cat Cat
Le village de Cat Cat est un village ethnique Hmong situé à 2 km de la ville de Sa Pa (province de Lào Cai, au Viêt Nam). Il a été créé au milieu du XIXe siècle par une partie des minorités ethniques.

## Culture ethnique Hmong

### Tissage de brocart
Cat Cat est un village du peuple Hmong qui conserve encore pas mal d'artisanat traditionnel tel que le tissage de brocarts dans de nombreuses couleurs et motifs, tels que le modèle de simulation d'arbres, de feuilles, de fleurs et d'animaux, le modèle de coins. edge ... Avec la technique de teinture à l’indigo et après avoir été teint, le peuple Hmong lustre en enroulant le tissu avec un rondin rond sur une plaque plate avec de la cire.

### Coutumes et traditions
Les coutumes et traditions de Ban Cat Cat conservent également leurs valeurs d'origine, telles que la coutume de tirer les épouses et les louches. De plus, Cat Cat village propose également de nombreux plats avec des méthodes de traitement uniques et riches: vin de maïs Hmong, poulet braisé, jambon fumé « khăng gai », sang de poulet, clones cuits avec des pousses de bambou, tortillas de maïs, pâte de haricots...